# 决战II
《决战II》，PlayStation 2平台上的决战系列游戏之一。决战系列作是由历史游戏大厂光荣所制作，于2001年3月29日在PlayStation 2上推出，游戏音乐由著名音乐家小六禮次郎负责。《决战II》的主要故事由古代中国的三国时代为题材，主要是描绘三国时代中蜀汉刘备和魏国曹操的对决故事。

## 故事背景
话说东汉末年，朝纲衰败，战火连连，民不聊生。此时的东汉王朝正在寻找着一位能够继承江山的英雄，而拥有继承江山的两位英雄，一位是徐州牧刘备，另一位则是东汉王朝骠骑将军曹操。战争的开始并不是恢复东汉王朝这么简单，而是关系着两人对一位女子的三角恋战，此女子就是貂蝉。貂婵原是刘备的爱人，但是由于曹操抢占貂婵。为了救出心爱的貂婵，刘备开始和曹操对抗致死。
曹操和刘备共同击败吕布后，在帝都许昌举行盛宴。但是曹操却看中了刘备的爱人貂蝉，结果曹操为爱毁灭了和刘备的盟约，派军攻击刘备并从中抢占貂蝉。貂蝉被曹操从许昌抢占后，加上张飞的长女美美在战场惨死。为了保留剩余的军队和士气，刘备等人只有选择先撤兵回徐州再作决定。为了阻止刘备有机会反击，曹操便派夏侯渊去攻击徐州。在死守徐州之际，北平的公孙瓒派了赵云援军救援。最后夏侯渊战败逃荒。刘备成功守护徐州。虽然暂时击退曹军，但是刘备却不放心曹操何时会再次出兵，此时冀州的袁绍却领军向许昌攻击，就在曹操和袁绍在官渡开始，在美三娘的建议下，刘备开始趁机夺取曹操的领地汝南。但是曹操却没有大意，他派了谋士荀彧对抗刘备。
刘备在汝南击败荀彧后，却得到曹操占领了徐州的消息。由于势力以尽，刘备只有往南下逃。在刘表的招待下刘备得到新野，并开始寻找谋士。在卧龙岗刘备三请诸葛亮，在刘备诚心的誓言下诸葛亮决定协助刘备恢复汉室。在博望坡诸葛亮利用火计击败了曹仁，同时张飞也在战场中击败夏侯渊，夏侯渊在战死后，曹仁等人匆忙回去许昌向曹操报告。刚刚击败袁绍并取得冀州的曹操开始了南征荆州。由于曹军势大，诸葛亮建议刘备撤兵到夏口，并和江东牧孙权联合对抗曹操。双军将在赤壁展开历史上著名的战役赤壁之战。
曹操惨败赤壁之战后，刘备夺回了刘表的领地荆州，以江陵为本城。此时益州的刘璋却打算和曹操联合并投靠曹操。为了阻止刘璋的计划，刘备等人受到张松的邀请，到益州与刘璋会面。刘璋虽然对刘备招待如宾，但是却暗中对抗刘备。在庞统的建议之下，刘备开始了攻略益州以恢复汉室江山。由于西凉马腾被曹操杀死，其长子马超开始投靠汉中张鲁。但是张鲁却对马超不受信任，最后马超决定加入刘备，并和刘备一起联合对抗刘璋。刘璋战败后，把益州承让给刘备，其军师法正也加入刘备军。刘备拥有益州和荆州后，势力渐渐强大。为此担忧的曹操开始派夏侯霸攻击定军山和曹仁攻击樊城，而益州南下的南蛮国孟获也开始暴乱。为了平定敌军的攻击，刘备开始派三路军马对抗到底。
刘备成功平定定军山、樊城和南蛮，并建立蜀汉。曹操知道消息后，也实行推翻汉帝并建立魏国。东汉王朝灭亡后，新的时代又到来，中原的势力则有曹操、刘备和孙权，史称三国时代。此时曹操开始领军西征蜀汉，刘备也开始派兵应战。在天水双军都面对极大的苦战，但是却得到赵云和姜维的援军，蜀汉军获得极大的胜利，曹操也从此撤兵到许昌。刘备获得天水后，开始要攻击魏国领地长安。

## 登场人物

### （刘备军）
- 刘备（声：古谷徹）-本游戏主角之一。字玄德，汉王朝中山靖王刘胜后裔，徐州牧。由于爱人貂蝉被曹操夺取，并发誓和曹操决一死战以救出貂蝉。是关羽和张飞的结拜兄弟，美三娘的青梅竹马。
- 诸葛亮（声：市川染五郎）-字孔明，人称卧龙。精通天文地理与四书五经。是刘备的军师之一。
- 关羽（声：堀秀行）-字云长，刘备和张飞的结拜兄弟。刘备的参谋与大将之一。
- 张飞（声：玄田哲章）-字翼德，刘备和关羽的结拜兄弟。美美、理理和琉琉的父亲。个性天真鲁莽和喜爱饮酒。
- 美三娘（声：小山茉美）-刘备的青梅竹马，也是刘备的参谋之一。原型人物为刘备第二妻子糜夫人。
- 赵云（声：草尾毅）-原为北平牧公孙瓒的部下，后来主家灭亡并投靠刘备，在战场具有活跃的一面，受到刘备和诸葛亮的重用。
- 美美（声：前田爱）-张飞的长女，在许昌救出貂蝉的时候被曹军射死。
- 理理（声：前田爱）-张飞的次女。
- 琉琉（声：前田爱）-张飞的三女。
- 关平（声：阪口大助）-关羽的义子。
- 周仓（声：吉水孝宏）-关羽配下大将。
- 鳳统（声：古川登志夫）-原名龐統，字士元，人称鳳雏。是刘备的军师之一，受诸葛亮邀请并加入刘备军。
- 黄忠（声：川津泰彦）-字汉升，原是刘表配下大将，主家灭亡后，受诸葛亮邀请并加入刘备军。
- 马谡（声：渡辺武彦）-字幼长，荆州豪族，白眉居士马良之弟，受到诸葛亮邀请加入刘备军，成为刘备军谋士之一。
- 马超（声：置鮎龙太郎）-字孟起，西凉牧马腾之长子，马岱之兄。父亲被曹操杀死后，投靠张鲁，因为受到张鲁的怀疑与不信任，最后投靠刘备并协助刘备对抗刘璋。
- 馬岱（聲：菅沼久義）-馬超堂弟。
- 法正（声：置鮎龙太郎）-字孝直，原本為刘璋的军师，益州攻略后投靠刘备，并成为刘备的谋士之一。

### （曹操军）
- 曹操（声：井上真树夫）-字孟德，汉王朝骠骑将军，后来担任汉王朝丞相，尊称曹丞相。以统霸天下为目标，人称奸雄。是刘备是宿敌与情敌。
- 曹伯（声：矢田耕司）-曹操的叔父，对曹操和刘备两人的命运与关系具有隐藏深厚的秘密。
- 卑弥呼（声：佐伯日菜子）-日本倭国（邪马台国）女王，同时也是曹操的军师之一，精通法术。
- 夏侯惇（声：山本圭一郎）-字元让，曹操配下大将。
- 夏侯渊（声：掛川裕彦）-字妙才，曹操配下大将。在博望坡被张飞击败，战死。
- 夏侯霸（声：吉水孝宏）-字仲权，曹操配下大将，夏侯渊的長子，父亲死后为父亲报仇雪恨，对张飞仇恨万分。
- 虎稚（声：野田顺子）-原名許褚，字仲康，曹操配下猛将。
- 郭嘉（声：山本圭一郎）-字奉孝，曹操的军师之一。
- 荀鬱（声：岛本须美）-原名荀彧，字文若，曹操的军师之一。
- 张辽（声：田中秀幸）-字文遠，原本为吕布配下大将，后来受到关羽的说服，并加入曹操军。
- 程育（声：岛田敏）-原名程昱，字仲德，曹操的谋士之一。
- 于禁（声：阪口大助）-字文则，曹操配下大将。
- 李典（声：田中大文）-字曼成，曹操配下大将。
- 司馬偉（声：太田真一郎）-原名司馬懿，字仲達，曹操的谋士之一,是諸葛亮的宿敵。
- 奉徳（声：江川央生）-原名龐德，字令明，曹操配下大将,原本为馬超配下副將,在潼關之戰后被曹軍所虜,受到曹操的說服，並加入曹操軍。
- 張興（声：草尾毅）-原名張郃，字儁乂，曹操配下大将,原本为袁紹配下大將,在官渡之戰期間被郭圖誣告，投降曹操。
- 登涯（声：渡辺武彦）-原名鄧艾，字士載。
- 郭昭（声：北谷彰基）-原名郝昭，字伯道。
- 蔡文姬（聲：米本千珠）

### （孙权军）
- 孙权（声：森功至）-字仲谋，江东牧及东吴开国皇帝。在赤壁之战和刘备一同对抗曹操，后来和刘备反目成仇，成为三国之一霸主。
- 孙丽（声：野村惠里）-原名孙尚香，是孙权的妹妹，也是刘备的妻子之一。
- 周瑜（声：速水奨）-字公瑾，孙权的军师，人称周郎。在赤壁之战和诸葛亮一起联合击败曹操，后来和诸葛亮成为敌友。
- 鲁肃（声：田中秀幸）-字子敬，孙权的副军师，为人中立，是稳定派军师型。
- 吕蒙（声：田中一成）-字子明，孙权配下大将之一，具有文武活跃一面。
- 甘宁（声：大场真人）-字兴霸，江东海贼及黄祖配下大将，后来投靠孙权军。
- 陆逊（声：徳山靖彦）-字伯言，周瑜病逝后，继承军师之职。
- 太史慈（声：古川登志夫）-字子义，曾担任过刘谣、孔融和孙策的大将，是孙权配下大将之一。

### （相关人物/仕官武将）
- 貂蝉（声：中山亚微梨）-刘备的爱人，受汉献帝之托秘藏汉王朝的玉玺。被曹操抢占，关押在许昌。
- 汉献帝（声：菅沼久义）-原名刘协，东汉王朝最后一位皇帝。
- 蔡瑁（声：田中一成）-字德圭，刘表的妻子蔡夫人的兄长，刘氏一族。对水上战具有活跃一面，刘表死后投降曹操，后来受到诸葛亮的要求便加入刘备军。
- 刘璋（声：大场真人）-字季玉，益州牧及益州王，刘焉之子。是汉室宗亲，刘备的外甥。为了益州江山而与刘备作战到底。
- 张任（声：吉水孝宏）-刘璋配下大将。
- 吴偉（声：塩川亮介）-原名吴懿，字子遠，刘璋配下大将。
- 严颜（声：掛川裕彦）-刘璋配下老将，后来在陈仓之战加入刘备军。
- 魏延（聲：服卷浩司）-字文長，選擇樊城之戰時跟隨劉備。
- 徐庶（聲：服卷浩司）-字元直，孔明和鳳統義兄弟，原曹操配下，在魏興電擊戰後叛歸劉備屬下。
- 孟獲（声：宮川大助）
- 祝融（声：宮川花子）

## 非登场人物
（以下人物则只是游戏里出现名字却没有出现在战场或是影片里）
- 吕布-字奉先，是丁原和董卓的义子，后来和刘备抢夺徐州，被刘备和曹操击败，命落白门楼。
- 袁绍-字本初，名门袁氏三公，冀州牧。原本和曹操是汉王朝同僚，后来反目成仇。在官渡之战被曹操击败，惨败撤兵之际在路途病逝。
- 刘表-字景升，荆州牧及汉室宗亲，刘备的同族兄弟。在刘备南逃荆州时，协助刘备对抗曹操并把新野让给刘备管理。病逝后其部下投降曹操。

## 人物特技
戰術系：大喝、一騎討ち、鼓舞、單騎驅、騎馬突擊、一齊發射、狙擊、戰象突擊、鐵壁、斩入、 槍突擊
妖術系：飛礫、火球、雹彈、炎嵐、冰嵐、落雷、烈風、地割